# Luis Díez
Luis Antonio Díez Lafuente (Aurich, 2 novembre 1923 – 23 settembre 2015) è stato un pallanuotista argentino, di ruolo portiere.

## Carriera
Luis Díez viene nominato miglior portiere del campionato argentino nel 1943. Ricopre il ruolo di portiere nella Nazionale argentina per la prima volta nel 1951, in occasione dei Giochi panamericani, dove la sua Nazionale conquista l'oro. Un anno dopo è convocato per disputare le Olimpiadi di Helsinki, dove l'Argentina viene eliminata al primo turno piazzandosi nona. Nel 1955 è ancora portiere della Nazionale ai Giochi panamericani e vince la seconda medaglia d'oro della sua carriera.

## Palmarès

### Nazionale
- Oro ai Giochi panamericani

1951, 1955

### Individuale
- Miglior portiere del campionato argentino

1943